# 장서각
장서각(藏書閣)은 현재 한국학중앙연구원에 부속된 한국학 전문 도서관이다. 원래는 1918년 창덕궁에 설립된 조선 왕가의 여러 도서 자료들을 모은 서고가 왕실도서관으로 설립된 이름이었다.

## 역사
원래 왕실도서관의 기능을 담당한 규장각은 구한말 그 기능이 축소되었다. 1864년 고종이 즉위하자 규장각에 소장된 어제(御製), 어필(御筆), 선원보첩(璿源譜牒)등은 종친부로 이관되었다. 또한 1868년에 경복궁이 중건되면서 많은 서적들이 다시 종친부로 넘어 오게 되었다.
1908년에 대한제국의 궁내부는 규장각 기구를 개편하여 전모과,도서과,기록과,문사과를 설치하고 규장각,홍문관,집옥재,춘방등의 서적을 정리하여 사간동 인수관으로 옮겼다. 1909년에는 이러한 장서들 10만여권을 제실도서라 명명하여 제실도서관을 건립하고자 하였으나 실현되지 못했다.
1911년 2월 이왕직관제가 설치되고 6월에 적상산사고본의 실록 5,519책과 선원보각의 자료들과 흩어진 전적을 수집하여 이왕직장서각을 건립하였다. 1915년에는 창덕궁 낙선재에 4층건물을 지어 이관하였으며 1918년 신축서고의 편액을 장서각이라 지었다.
1945년 미군정청은 이왕직을 구왕궁사무청으로 개편하고 장서각도서를 관장하게 하였다. 6.25사변동안 많은 도서가 소실되었으며 이때 적상산사고본 조선왕조실록 1,760권 900책을 북한으로 반출해 갔다.
1955년 6월에 창경원사무소로 관리가 이관되었으며 1969년에는 문화재관리국 장서각사무서가 신설되어 관리를 맡게되었다.
1981년 대통령령 제10,588호 '문화재관리국직제개정령'에 의해 한국정신문화연구원으로 이관되었다.

## 소장 자료
조선왕조의 왕실족보류,어제어필류, 왕실탁본자료,왕실고문서류, 군영자료,구한말의 한글소설등 8만여 책에 달하는 다양한 한국학관련 자료들이 소장되어 있다.

## 현황
경기도 성남시 분당구의 1981년에 건축된 지상 2층 지하1층 규모의 건물에서 자료를 보관하고 있으며 일반도서 및 마이크로필름자료의 열람이 가능하다.